# Calvos de Randín
Calvos de Randín és un municipi de la província d'Ourense a Galícia. Pertany a la Comarca da Limia.
| 3.650 | 3.676 | 3.429 | 2.074 | 1.212 |
| Fonts: INE i IGE (Els criteris de registre censal variaren i les dades de l'INE i de l'IGE poden no coincidir.) |       |       |       |       |